# Unione Calcio AlbinoLeffe 2016-2017
Questa voce raccoglie le informazioni riguardanti l'Unione Calcio AlbinoLeffe nelle competizioni ufficiali della stagione 2016-2017.

## Stagione
Nella stagione 2016-2017 l'AlbinoLeffe dopo la retrocessione patita nella scorsa stagione, ma grazie al ripescaggio in Lega Pro, disputa il girone B di questo campionato, raccogliendo 52 punti, che valgono il nono posto finale, con diritto a disputare i Play-off. Nei quali a metà maggio riesce a superare nel primo turno (1-3) il Padova, poi nella fase nazionale incrocia la Lucchese, che si impone nel doppio confronto. La squadra orobica affidata al tecnico Massimiliano Alvini, disputa un torneo regolare ottenendo 25 punti nel girone di andata e 27 nel girone di ritorno. Nella Coppa Italia di Lega Pro l'AlbinoLeffe disputa il girone H di qualificazione, con 4 punti vince il girone appaiata al Fano, eliminando il Forlì, ma sono i marchigiani che passano il turno, per una miglior differenza reti.

## Divise e Sponsor
La divisa dell'Albinoleffe è composta da maglia blù-celeste con calzoncini e calzettoni celesti. Il main sponsor di questa stagione è la Banca Popolare di Bergamo, mentre lo sponsor tecnico è Acerbis.

## Rosa
Rosa tratta dal sito ufficiale dell'AlbinoLeffe.
| N. |                   | Ruolo | Calciatore             |
| -- | ----------------- | ----- | ---------------------- |
| 1  | Italia (bandiera) | P     | Simone Cortinovis      |
| 2  | Italia (bandiera) | D     | Davide Mondonico       |
| 3  | Italia (bandiera) | D     | Edoardo Scrosta        |
| 4  | Italia (bandiera) | D     | Fabio Gavazzi          |
| 5  | Italia (bandiera) | D     | Andrea Zaffagnini      |
| 6  | Italia (bandiera) | D     | Antonio Magli          |
| 7  | Russia (bandiera) | C     | Juri Gonzi             |
| 8  | Italia (bandiera) | C     | Massimo Loviso         |
| 9  | Italia (bandiera) | A     | Ferdinando Mastroianni |
| 10 | Italia (bandiera) | D     | Roberto Cortellini     |
| 11 | Italia (bandiera) | A     | Riccardo Moreo         |
| 13 | Italia (bandiera) | C     | Francesco Agnello      |
| 14 | Italia (bandiera) | D     | Niccolò Dondoni        |
| 15 | Italia (bandiera) | C     | Marco Nichetti         |

| N. |                   | Ruolo | Calciatore        |
| -- | ----------------- | ----- | ----------------- |
| 16 | Italia (bandiera) | D     | Armando Anastasio |
| 17 | Italia (bandiera) | C     | Carmine Giorgione |
| 18 | Italia (bandiera) | A     | Antonio Montella  |
| 19 | Italia (bandiera) | A     | Mario Ravasio     |
| 20 | Italia (bandiera) | D     | Riccardo Ammirati |
| 21 | Italia (bandiera) | A     | Francesco Virdis  |
| 22 | Italia (bandiera) | P     | Achille Coser     |
| 23 | Italia (bandiera) | C     | Marco Guerriera   |
| 24 | Italia (bandiera) | C     | Lorenzo Mandelli  |
| 25 | Italia (bandiera) | C     | Luca Belotti      |
| 26 | Italia (bandiera) | D     | Simone Fratus     |
| 28 | Italia (bandiera) | C     | Leo Di Ceglie     |
| 29 | Italia (bandiera) | C     | Simone Minelli    |
| 32 | Italia (bandiera) | P     | Emanuele Nordi    |

## Staff tecnico
| Allenatore:               | Massimiliano Alvini |
| Allenatore in seconda:    | Renato Montagnolo   |
| Preparatore atletico:     | Giovanni Saffioti   |
| Preparatore dei portieri: | Giuseppe Benatelli  |
| Massaggiatore:            | Kevin Miraglia      |
| Medico:                   | Giacomo Poggioli    |

## Risultati

### Lega Pro - girone B

#### Girone di andata
| Arbitro: | D. Miele (Torino) |

|                                           |           |                                |
| Giorgione 24’ Loviso 45’ (rig.) Gonzi 80’ | Marcatori | 47’ (rig.) Colombi 62’ Gattari |

| Arbitro: | Di Gioia (Nola) |

|              |           |           |
| Altinier 67’ | Marcatori | 38’ Gonzi |

| Arbitro: | De Tullio (Bari) |

|                |           |               |
| Cortellini 14’ | Marcatori | 21’ Schiavini |

| Arbitro: | Volpi (Arezzo) |

|                        |           |                             |
| Tonelli 30’ Ponsat 50’ | Marcatori | 8’ Cortellini 86’ Anastasio |

| Arbitro: | Tursi (San Giovanni Valdarno) |

|                   |           |  |
| Virdis 81’ (rig.) | Marcatori |  |

| Arbitro: | Guida (Salerno) |

|            |           |  |
| Evacuo 46’ | Marcatori |  |

| Arbitro: | Panarese (Lecce) |

|           |           |                           |
| Loviso 1’ | Marcatori | 71’ Valagussa 76’ Rinaldi |

| Arbitro: | Bertani (Pisa) |

|              |           |  |
| Frediani 10’ | Marcatori |  |

| Arbitro: | Boggi (Salerno) |

|                             |           |                      |
| Mastroianni 17’ Gavazzi 64’ | Marcatori | 7’ Guerra 71’ Romero |

| Arbitro: | Lorenzin (Castelfranco Veneto) |

|               |           |                                             |
| Bulevardi 26’ | Marcatori | 54’ Mastroianni 73’ Giorgione 81’ Anastasio |

| Arbitro: | Guarnieri (Empoli) |

|                          |           |  |
| Gonzi 14’ Cortellini 19’ | Marcatori |  |

| Arbitro: | De Santis (Lecce) |

|  |           |            |
|  | Marcatori | 17’ Virdis |

| Arbitro: | Strippoli (Bari) |

|                       |           |                                 |
| Virdis 3’ Gonzi 45+2’ | Marcatori | 5’ Grandolfo 35’ (rig.) Minesso |

| Arbitro: | Luciano (Lamezia Terme) |

|                       |           |  |
| Mogos 26’ Manconi 45’ | Marcatori |  |

| Arbitro: | Cipriani (Empoli) |

|                |           |               |
| Sorrentino 24’ | Marcatori | 49’ Anastasio |

| Arbitro: | Pietropaolo (Modena) |

|                               |           |  |
| Mastroianni 58’ Agnello 90+1’ | Marcatori |  |

| Pordenone 7 dicembre 2016 17ª giornata | Pordenone        | 0 – 0 | AlbinoLeffe | Stadio Ottavio Bottecchia\| Arbitro: \| Paterna (Teramo) \| |
| Arbitro:                               | Paterna (Teramo) |       |             |                                                             |

| Arbitro: | Pagliardini (Arezzo) |

|  |           |                |
|  | Marcatori | 83’ N. Ferrari |

| Arbitro: | Santoro (Messina) |

|                            |           |  |
| E. Gatto 81’ Valentini 88’ | Marcatori |  |

#### Girone di ritorno
| Macerata 23 dicembre 2016 20ª giornata | Maceratese                    | – 0 | AlbinoLeffe | Stadio Helvia Recina\| Arbitro: \| Tursi (San Giovanni Valdarno) \| |
| Arbitro:                               | Tursi (San Giovanni Valdarno) |     |             |                                                                     |

| Arbitro: | Zingarelli (Siena) |

|  |           |                                              |
|  | Marcatori | 6’ Neto Pereira 45+1’ Mandorlini 71’ Favalli |

| Arbitro: | Carella (Bari) |

|  |           |                                   |
|  | Marcatori | 50’ Giorgione 59’ (rig.) Montella |

| Arbitro: | Nicoletti (Catanzaro) |

|               |           |             |
| Guerriera 36’ | Marcatori | 79’ Tentoni |

| Arbitro: | Sozza (Seregno) |

|                    |           |                                    |
| Di Santantonio 56’ | Marcatori | 19’ (aut.) D. Donnarumma 64’ Gonzi |

| Arbitro: | Fourneau (Roma) |

|  |           |                     |
|  | Marcatori | 45+3’ (rig.) Calaiò |

| Gubbio 19 febbraio 2017 26ª giornata | Gubbio           | 0 – 0 | AlbinoLeffe | Stadio Pietro Barbetti\| Arbitro: \| Andreini (Forlì) \| |
| Arbitro:                             | Andreini (Forlì) |       |             |                                                          |

| Arbitro: | De Santis (Lecce) |

|                             |           |  |
| Scrosta 25’ Mastroianni 37’ | Marcatori |  |

| Arbitro: | Cipriani (Empoli) |

|                |           |  |
| Settembrini 1’ | Marcatori |  |

| Arbitro: | Carella (Bari) |

|             |           |  |
| Scrosta 49’ | Marcatori |  |

| Arbitro: | N. Marini (Trieste) |

|  |           |                     |
|  | Marcatori | 90+4’ (rig.) Loviso |

| Arbitro: | Ayroldi (Molfetta) |

|  |           |            |
|  | Marcatori | 70’ Milesi |

| Bassano del Grappa 2 aprile 2017 32ª giornata | Bassano Virtus           | 0 – 0 | AlbinoLeffe | Stadio Rino Mercante\| Arbitro: \| Pashuku (Albano Laziale) \| |
| Arbitro:                                      | Pashuku (Albano Laziale) |       |             |                                                                |

| Arbitro: | Fiorini (Frosinone) |

|             |           |            |
| Gavazzi 42’ | Marcatori | 34’ Sbaffo |

| Bergamo 10 aprile 2017 34ª giornata | AlbinoLeffe     | 0 – 0 | Sambenedettese | Gewiss Stadium\| Arbitro: \| Guida (Salerno) \| |
| Arbitro:                            | Guida (Salerno) |       |                |                                                 |

| Arbitro: | Volpi (Arezzo) |

|                     |           |               |
| Speziale 14’ (rig.) | Marcatori | 34’ De Ceglie |

| Arbitro: | Luciano (Lamezia Terme) |

|                |           |          |
| Cortellini 36’ | Marcatori | 23’ Arma |

| Arbitro: | Cudini (Fermo) |

|             |           |             |
| Tortori 60’ | Marcatori | 10’ Ravasio |

| Arbitro: | Guccini (Albano Laziale) |

|                                              |           |            |
| Agnello 57’ Loviso 86’ (rig.) Montella 90+3’ | Marcatori | 35’ Merini |

### Play-off
| Arbitro: | Robilotta (Sala Consilina) |

|                |           |                                                 |
| Mandorlini 72’ | Marcatori | 27’ Giorgione 61’ Ravasio 90+5’ (rig.) Montella |

| Arbitro: | Proietti (Terni) |

|                |           |  |
| Bruccini 90+6’ | Marcatori |  |

| Bergamo 24 maggio 2017 Secondo turno - Ritorno | AlbinoLeffe        | 0 – 0 | Lucchese | Gewiss Stadium\| Arbitro: \| Dionisi (L'Aquila) \| |
| Arbitro:                                       | Dionisi (L'Aquila) |       |          |                                                    |

### Coppa Italia di Lega Pro

#### Girone H
| Arbitro: | Massimi (Termoli) |

|                     |           |  |
| Loviso 90+2’ (rig.) | Marcatori |  |

| Arbitro: | De Remigis (Teramo) |

|            |           |             |
| Lanini 44’ | Marcatori | 27’ Ravasio |